# オットー・ブラウン (共産主義者)
オットー・ブラウン（Otto Braun、1900年9月28日 - 1974年8月15日）は、ドイツの共産革命家。ソ連のコミンテルンから中国共産党にドイツ人顧問として派遣された。別名リトロフ。中国名として「李徳」あるいは「華夫」と名乗り、リトロフの音写で「李特羅夫」と書かれる。

## 中国に行くまで

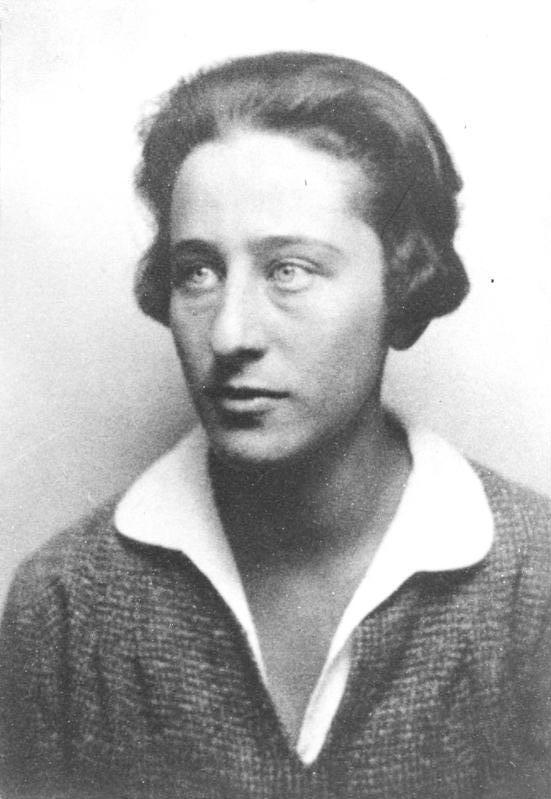
最初の妻オルガ

オットー･ブラウンは1900年、ドイツ帝国バイエルンのイスマニングで生まれ、6歳から13歳まで孤児院で育った。そこで成績優秀だったため、師範学校に入学を許される。1917年、第一次世界大戦で勤労動員され、そこで会った仲間からの紹介でドイツ共産党の前身スパルタクス団に加入する。翌1918年にはイタリア戦線に兵役で参加するが、戦闘には参加していない。師範学校に復員し、1919年に教員免許を得るも、思想的に問題があるとして教師にはなれず、社会主義者による反乱バイエルン・レーテ共和国に参加する。しかし反乱自体が失敗に終わり、ブラウンは逃亡する。その後たびたび逮捕されるも小物としてすぐに釈放されている。1924年にオルガ・ベナリオと結婚。1926年に妻と相次いで逮捕される。妻はすぐに釈放されるがブラウンの拘束は続き、1928年4月に仲間が裁判所に銃で押し入って奪還した。妻と共にしばらくベルリンに隠れ、その後ソ連のモスクワに渡ってソビエト軍事大学に入学する。在学中の1931年にオルガと離婚する。オルガの人生はこの後も波乱万丈であり、後に映画化されている。
1932年、伍長として実戦経験を積んだ後、王明からの依頼で上海に派遣されることになった中国共産党の軍事顧問となる:17-31。ソ連を代表する立場ではなく、顧問団の一人にすぎなかったという話もある:45。

## 中国にて
ブラウンは1932年、博古が中国共産党総書記をしていた上海の中共臨時中央に赴任する。しかし1933年1月、その中共臨時中央の上海での活動が難しくなったため、博古と共に周恩来が事実上支配していた江西省の中央ソビエトに移ってきた。この地でブラウンの通訳を務めたのは伍修権であり、彼は後の回想録でブラウンについて詳しく記録を残しているので、中ソ対立期の中国側から見たブラウン像は伍の回想録によるところが大きい。
博古はこの時26歳であったが、赴任早々中共中央局を組織し、周恩来に取って代わる。中国共産党のトップを任されたのは、博古にソ連留学の経験があり、ソ連コミンテルンの後押しがあったためだった。博古は軍事に暗かったため、軍事顧問のブラウンに、紅軍（中共軍）の全権を渡した。赴任当初の1932年から1933年にかけては蔣介石が指揮する中国国民党軍を撃退する功績も挙げている:52。もっとも、ブラウン自身の後年の回想によれば、この時のブラウンはあくまでも指揮権を持たないアドバイザー役であり、後の敗戦による瑞金撤退の責任も自分には無いと語っている:61。
通訳の伍修権の回想録によれば、瑞金でブラウンは一戸建てに住み、伍修権と王智濤、警備兵、炊事員、馬丁などを住まわせていた。博古もよく遊びに来ていた。食事は饅頭を嫌ってパンを要求するなど、贅沢であった。ここでブラウンは党の斡旋で女工の蕭月華と結婚するが、妻ではなく愛人であったともいう。もっとも、瑞金は食糧も女性も不足しており、党幹部の行動、とりわけ外国人であるブラウンの行動は目立ち、伍修権が実質以上に大げさに伝えた可能性も指摘されている:90-95。
ただしブラウンの独断専行に、中国共産党将校達は不満を持っていたともいう。特に軍の指揮権を1932年10月に取り上げられていた毛沢東にとっては、ブラウンは目の上のコブであった。
1933年10月、蔣介石が指揮する国民革命軍（中国国民党軍）により、中央ソビエトの第5回討伐が始まった。国民党軍にはこの年5月から中独合作の一環としてドイツの軍事顧問ハンス・フォン・ゼークトが赴任していた。ゼークトは蔣介石に対し、これまでの作戦を転換して、陣地を築きながら少しずつ前線を進めることを進言した。一方、ブラウンは軍事経験に乏しく、数的な不利にもかかわらず消耗戦を展開した。中共軍は必然的に徐々に追い込まれ、ついに1934年10月に江西撤退を決意し、いわゆる長征の旅に出る。
中国共産党はこれまでは博古、ブラウン、周恩来で「三人団」を形成して重要事項を決めていたが、黎平にたどり着いたとき、ブラウンと周恩来は激しく対立した。1935年1月、貴州省にたどり着いたとき開催された遵義会議で、周恩来が毛沢東に寝返ったこともあり、ブラウンは敗戦の責任を問われて博古と共に解任される。
ただしその後も長征に参加して、軍事教育と研究工作にあたった。1935年9月に張国燾の軍が共産党から分裂した際には、毛沢東側を支持している。その後、共産党軍は延安に到着し、しばらくはそこを拠点とすることになる。延安ではアメリカ生まれの医師ジョージ・ハテムと同居した。それまでは時々主要な会議に呼ばれていたが、1936年頃からは呼ばれなくなった。役目が無くなったブラウンは、モスクワに対してたびたび帰還命令を出すよう要請していた。しかし軟禁されていたというわけではなく、共産党応援のために延安に入った国内外からの支援家などを自宅に招いて接待に当たっていた。1937年、上海から延安に来た歌手李麗蓮と結婚している。当時延安の男女比は18対1であり、ブラウンはこの点では恵まれていたと言える:192-196。
1939年、ソ連から突然の帰国命令が出る。この際、ブラウンは妻の李麗蓮を連れて帰ろうとしたが、入国許可証が無いことを理由に許されなかった。見送りに来た周恩来は後で李麗蓮を送り届けると言ったが、結局実行されなかった。

## ソ連および東ドイツにて
1939年から1941年の間は、モスクワの外国文書翻訳所 (de)に勤務する。その後1946年まで、ソ連の自由ドイツ国民委員会 (de) のメンバーとなり、政治教官として各地の捕虜収容所に赴く。その後は翻訳家としてモスクワ及びモスクワ郊外のクラスノゴルスクに住み、1951年からはフリーの作家となった。

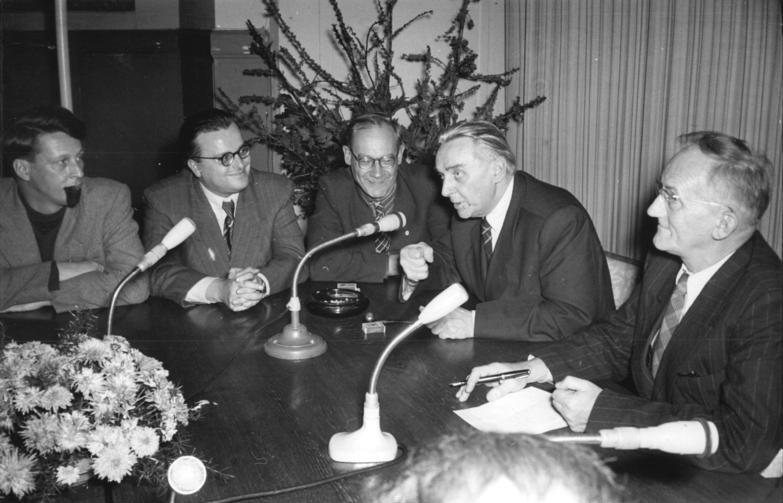
東ドイツ時代のオットー・ブラウン、1954年(中央)

1953年にスターリンが死ぬと東ドイツに赴き、ドイツ社会主義統一党のメンバーとなる。東ドイツではマルクス主義研究院社会科学研究所で翻訳活動に従事する。レーニンやショーロホフの著作のドイツ語訳などを行ったが、発表されたものは少ない。1961年から1963年の間は東ドイツ作家協会 (de)のエルヴィン・シュトリットマター (de)の第1秘書となる。また、中国共産党とソ連共産党が対立していた1959年から1964年の間には、たびたび中国を批判する文章の発表を行った。1967年には愛国功労勲章を受け、1969年には東ドイツ国家勲章 (de) を授与され、1970年には独ソ戦の功績でカール・マルクス勲章とレーニンメダルを授与される。
1973年に『Chinesische Aufzeichnungen (1932-1939)』（中国の記録）を発表し、延安在住時代の毛沢東と中共国際派の王明らとの陰惨な対立について記した。この本は長らく中国で完全発禁処分となっていたが、最近では規制が緩くなり、中国の歴史学者によって、初期中国共産党の研究に比較的数多く引用されている。

## 著作
- In der Münchner Freien Sozialistischen Jugend. Berlin 1959
- Chinesische Aufzeichnungen (1932-1939). Autobiographie, Berlin 1972 (中国では『中国紀事』と呼ばれる)

(英訳) Braun, Otto. A Comintern Agent in China 1932-1939. Translated by Jeanne Moore. London: C. Hurst, 1982. ISBN 978-0905838328
(邦訳) 瀬戸鞏吉『大長征の内幕―長征に参加した唯一人の外人中国日記』、恒文社 (1977/11)